# بخش رایگار
بخش رایگار (به انگلیسی: Raigarh district) یک منطقهٔ مسکونی در هند است که در Bilaspur Division واقع شده‌است. بخش رایگار ۷٬۰۸۶ کیلومتر مربع مساحت و ۱٬۴۹۳٬۹۸۴ نفر جمعیت دارد.